# Dieter Gummer
Dieter Gummer (* 25. August 1951 in Speyer) ist ein deutscher Politiker.

## Leben
Gummer wuchs im pfälzischen Böhl-Iggelheim auf. Er absolvierte eine Verwaltungslehre bei der Stadtverwaltung Ludwigshafen am Rhein und eine Ausbildung zum gehobenen Dienst. In Ludwigshafen war er 25 Jahre beschäftigt. Berufsbegleitend absolvierte er an der Verwaltungs- und Wirtschaftsakademie Rhein-Neckar zwei Weiterbildungsgänge und erwarb 1983 das Verwaltungsakademie-„Diplom“ und 1989 den Abschluss Betriebswirt (VWA). 1993 wechselte Gummer als geschäftsführender Beamter zur Gemeinde Haßloch. 2001 wurde er Leiter des Kirchenverwaltungsamts der evangelischen Gemeinde Mannheim.
Nachdem Gustav Schrank aus gesundheitlichen Gründen vom Amt des Oberbürgermeisters von Hockenheim zurückgetreten war, bewarb sich Gummer mit der Unterstützung der SPD in der Großen Kreisstadt. Er erhielt bei der Wahl 2004 zunächst unter acht Bewerbern die zweithöchste Stimmenzahl, ehe er sich im zweiten Durchgang mit 55,07 Prozent durchsetzte. Später wurde Gummer auch für die SPD in den Kreistag des Rhein-Neckar-Kreises und die Verbandsversammlung der Metropolregion Rhein-Neckar gewählt. Gummers Amtszeit als Hockenheimer Oberbürgermeister endete am 31. August 2019.
Er wurde am 15. Juli 2019 durch einen Angriff von einem Unbekannten schwer verletzt.